# Северо-Восточная Земля
Северо-Восточная Земля (норв. Nordaustlandet) — необитаемый остров в составе архипелага Шпицберген, расположенный в северо-восточной его части. При площади 14 443 км² является вторым по величине островом архипелага.

## География и климат

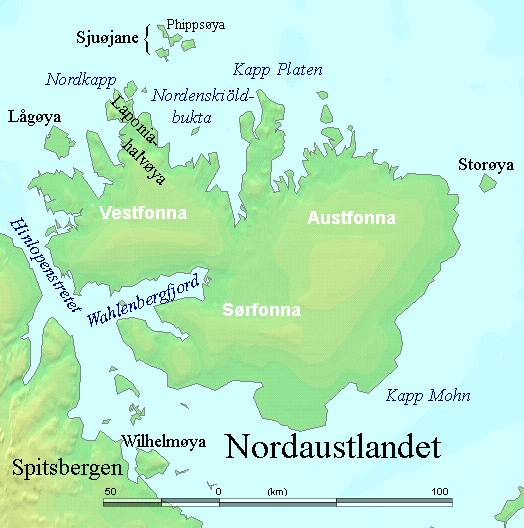
Карта Северо-Восточной Земли

Поверхность Северо-Восточной Земли представляет собой плоскогорье высотой до 700 м. На северном берегу острова имеется множество фьордов. Около 11 135 км², что составляет 76 % территории острова, покрыто ледниками, достигающими толщины 564 м. Остальная часть острова представляет собой арктическую тундру, растительность ограничена мхами и лишайниками.